# Fusain (rivière)
Pour les articles homonymes, voir Fusain (homonymie).
Le Fusain est une rivière française coulant dans les départements français du Loiret et de Seine-et-Marne.
C'est un affluent du Loing en rive gauche et donc un sous-affluent de la Seine.

## Géographie

### Parcours
La longueur de son cours d'eau est de 34,4 km. Il parcourt la partie occidentale de la région naturelle du Gâtinais avec une direction générale allant de l'ouest vers l'est, puis le nord-est. 
Le Fusain prend naissance au sud-ouest du bourg de Barville-en-Gâtinais (Loiret), dans le parc du château de Rochefort. Il traverse le bourg de la commune en longeant la route départementale 87.
Après être passé sous le pont-canal du Lorroy où coule le canal du Loing, il se jette dans le Loing, en rive gauche, au nord de Château-Landon (Seine-et-Marne).

### Liste des communes traversées
Dans le Loiret
Barville-en-Gâtinais ~ Égry ~ Barville-en-Gâtinais ~ Gaubertin
En Seine-et-Marne
Beaumont-du-Gâtinais
Dans le Loiret
Bordeaux-en-Gâtinais ~ Sceaux-du-Gâtinais ~ Courtempierre ~ Préfontaines
En Seine-et-Marne
Château-Landon

### Affluents
La liste ci-dessous présente les affluents du Fusain, la rive et la commune sont précisés entre parenthèses :
- Ruisseau du Renoir (rive droite, Barville-en-Gâtinais)
- Fosse d'Orville
- Maurepas
- Petit Fusain (rive gauche, Gaubertin)
- Ruisseau de Saint-Jean
- Canal du Loing

## Hydrologie
Le débit du Fusain a été observé pendant une période de 16 ans (1967-1982), à Courtempierre, localité du département du Loiret, située à une dizaine de kilomètres de son confluent avec le Loing à Château-Landon. Le bassin versant de la rivière y est de 375 km2, soit plus de 90 % de la totalité de ce dernier qui fait plus ou moins 400 km2.
Le module de la rivière à Courtempierre est de 1,34 m3/s.
Le Fusain présente des fluctuations saisonnières de débit fort modérées. Les hautes eaux se déroulent en hiver et se caractérisent par un débit mensuel moyen oscillant entre 2,00 et 2,48 m3/s, de janvier à mars inclus (maximum très net en février). Dès le mois d'avril le débit baisse très progressivement jusqu'aux basses eaux d'été-automne qui ont lieu de juillet à octobre, avec une baisse du débit moyen mensuel allant jusque 0,662 m3/s au mois de septembre (662 litres par seconde), ce qui est très acceptable et reste même confortable.
Cependant, le VCN3 peut chuter jusque 0,084 m3/s, en cas de période quinquennale sèche, soit 84 litres par seconde, ce qui devient sévère.
Les crues sont modérées dans le contexte du bassin du Loing. Les QIX 2 et QIX 5 valent respectivement 9,5 et 13 m3/s. Le QIX 10 vaut 16 m3/s, tandis que le QIX 20 se monte à 19 m3/s. Enfin, le QIX 50 n'a pas été calculé faute de durée d'observation suffisante.
Le débit instantané maximal enregistré à Courtempierre a été de 16,6 m3/s le 1er février 1978, tandis que la valeur journalière maximale était de 15,6 m3/s le 12 janvier 1982. En comparant le premier de ces chiffres à l'échelle des QIX de la rivière, il apparaît que cette crue était d'ordre décennal et donc nullement exceptionnelle. On peut considérer qu'elle est destinée à se répéter tous les 10 ans en moyenne.
Le Fusain est une rivière fort peu abondante parcourant une région de France peu arrosée sur un sol largement perméable. La lame d'eau écoulée dans le bassin du Fusain est de 113 millimètres annuellement, ce qui est médiocre, très nettement inférieur à la moyenne d'ensemble de la France, mais également à celle de l'ensemble du bassin versant du Loing (148 millimètres). Le débit spécifique (ou Qsp) atteint 3,6 litres par seconde et par kilomètre carré de bassin.